# 勒纳泽
勒纳泽（法語：Renazé，法語發音：[ʁənaze]）是法国马耶讷省的一个市镇，位于该省西南部，属于贡捷堡区。

## 地理
勒纳泽（47°47'37"N, 1°3'30"W）面积16.72 平方千米，位于法国卢瓦尔河地区大区马耶讷省，该省份为法国西北部内陆省份，北起芒什省和奧恩省，西接伊勒-维莱讷省，南至曼恩-卢瓦尔省，东临萨尔特省。
与勒纳泽接壤的市镇（或旧市镇、城区）包括：拉布瓦西耶尔、布尚莱克朗、孔格里耶、圣马丹迪利梅、圣萨蒂南迪利梅、翁布雷当茹。

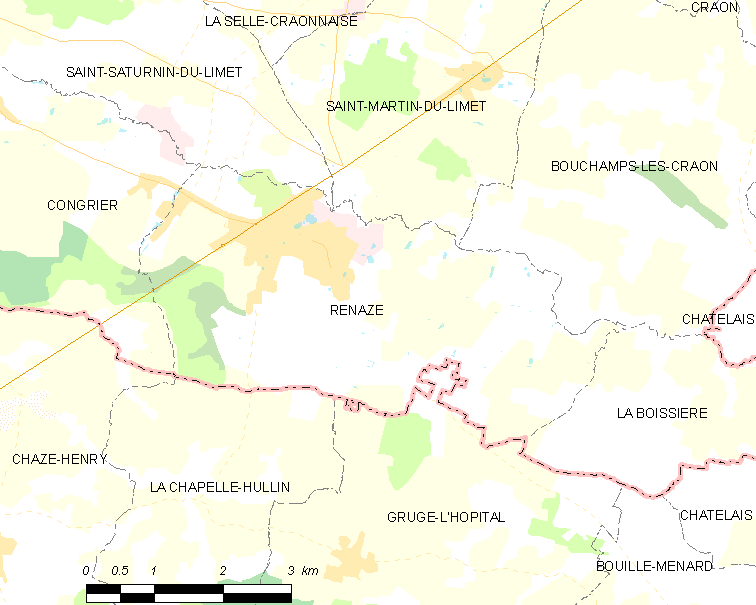
勒纳泽的OSM定位图

勒纳泽的时区为UTC+01:00、UTC+02:00（夏令时）。

## 行政
勒纳泽的邮政编码为53800，INSEE市镇编码为53188。

## 政治
勒纳泽所属的省级选区为科塞勒维维安县。

## 人口

1962-2008年间勒纳泽人口变化图示

勒纳泽于2022年1月1日时的人口数量为2506人。